# Hărănglab, Mureș
Hărănglab (în maghiară Harangláb, trad. "clopotniță", în germană Glockendorf, Herenglab, trad. "satul clopotului") este un sat în comuna Mica din județul Mureș, Transilvania, România.

## Populație
Conform Recensământului din anul 2022 populația localității era de 837 locuitori.

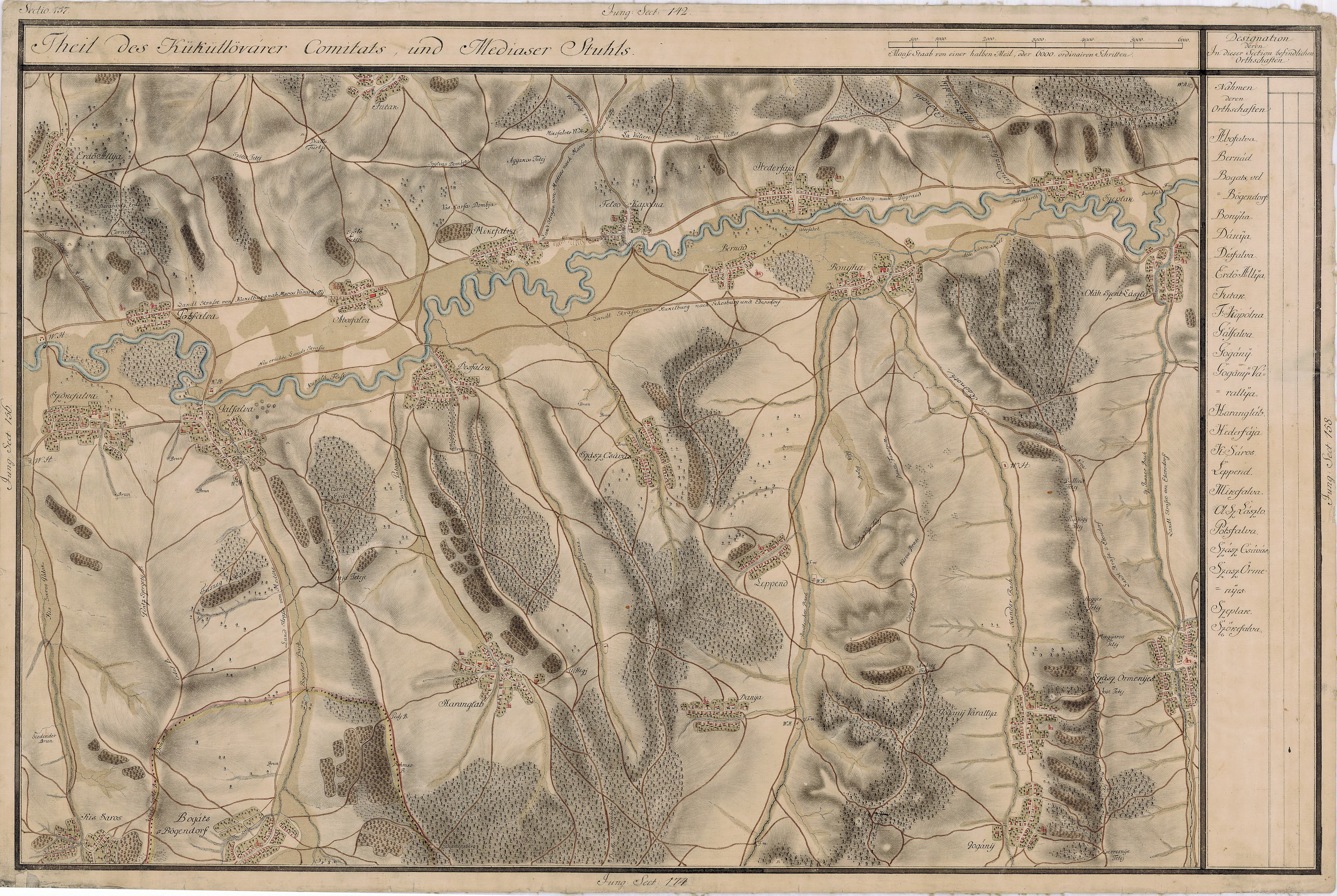
Hărănglab în Harta Iosefină a Transilvaniei, 1769-73

## Vezi și
- Biserica de lemn din Hărănglab
- Biserica unitariană din Hărănglab

## Imagini

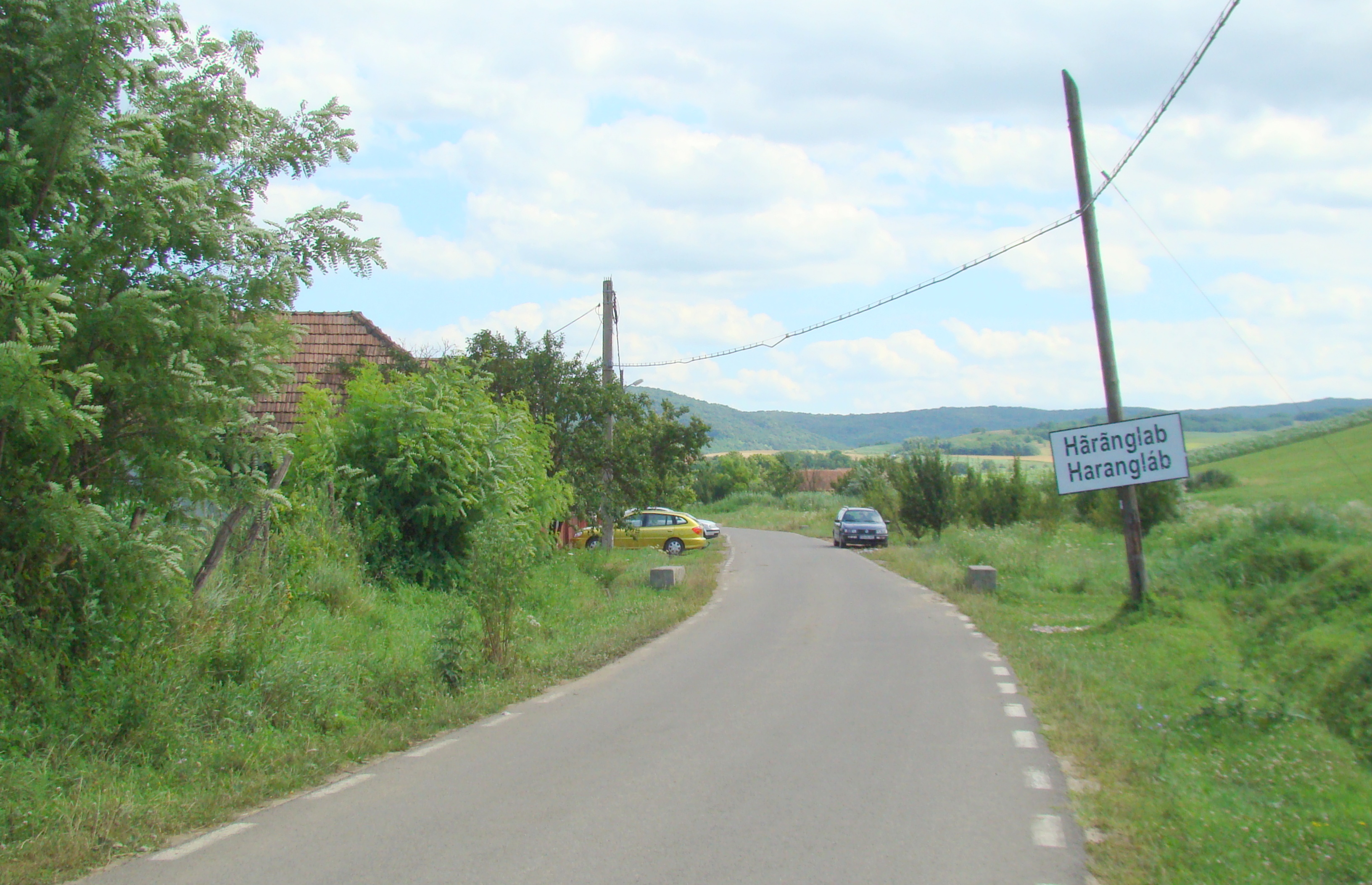
Intrarea în localitate
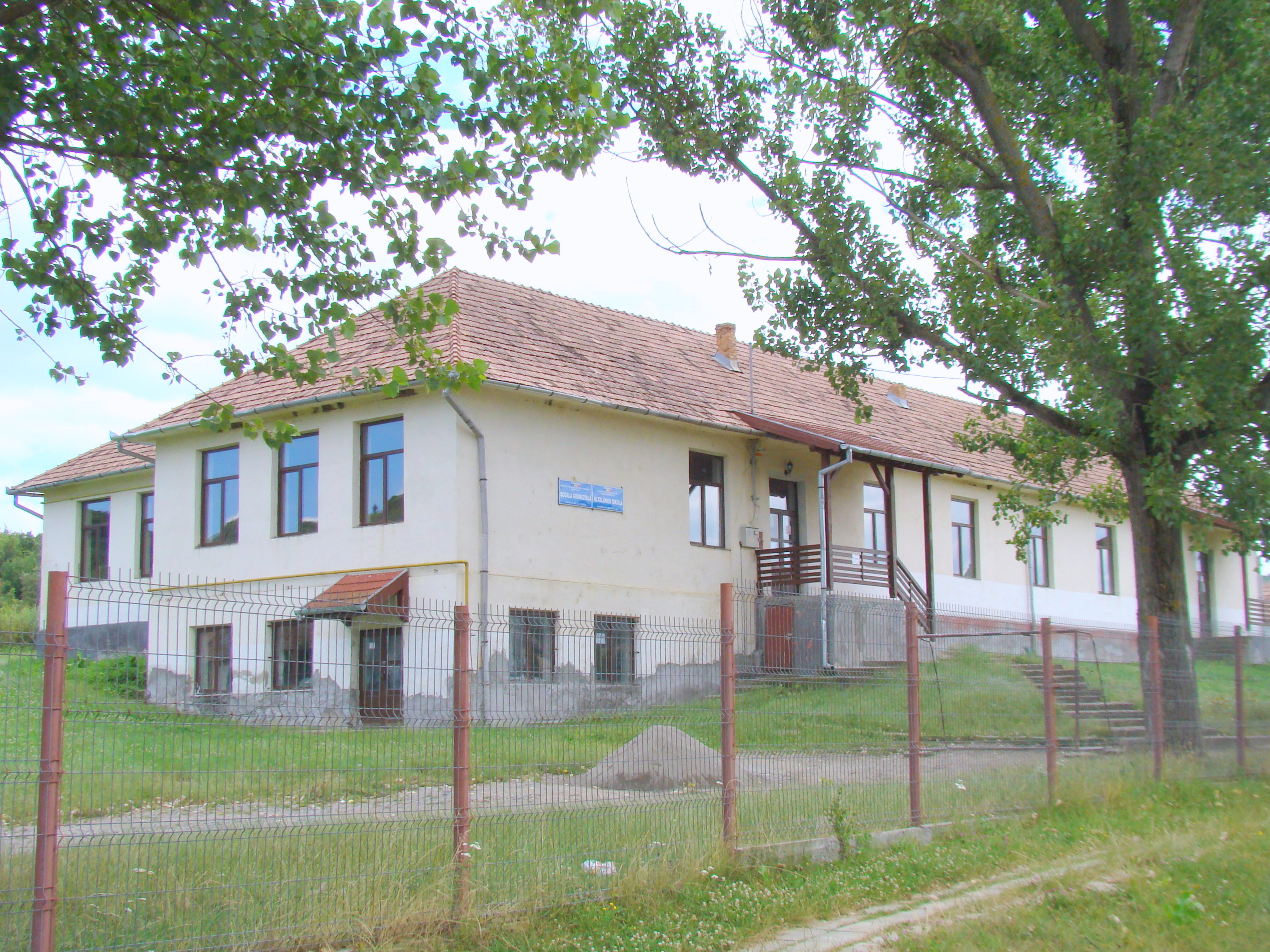
Școala
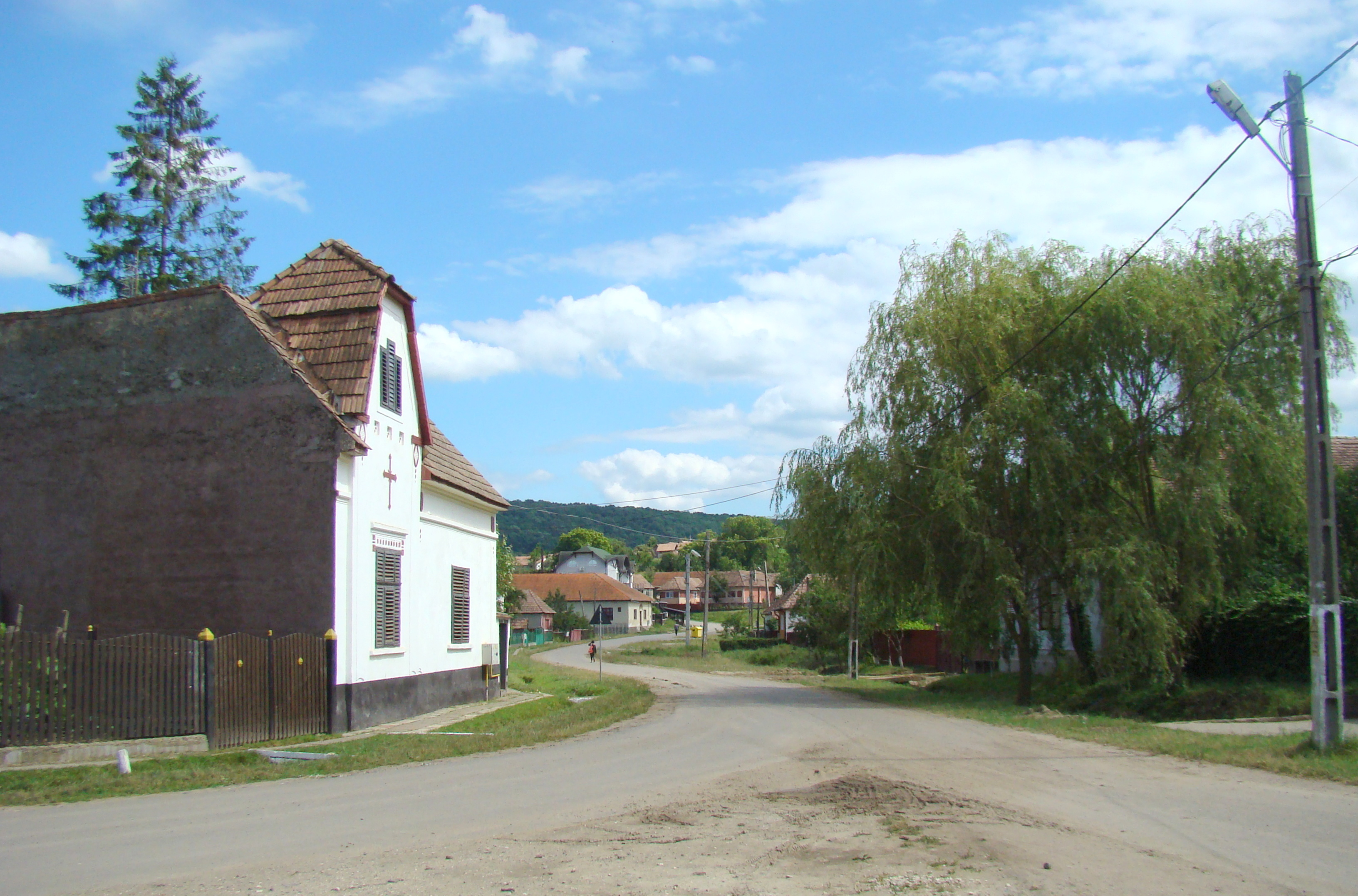
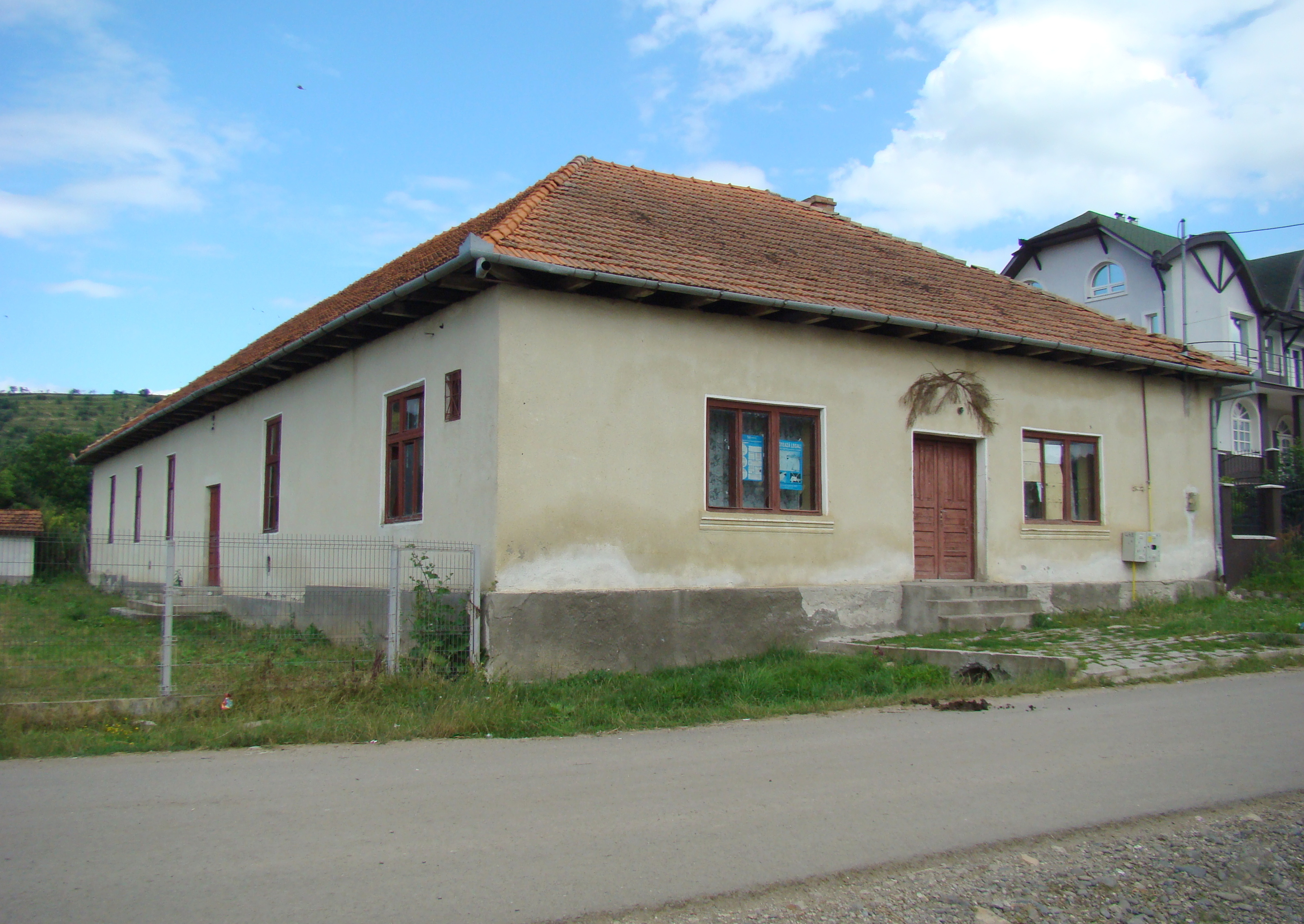
Căminul cultural
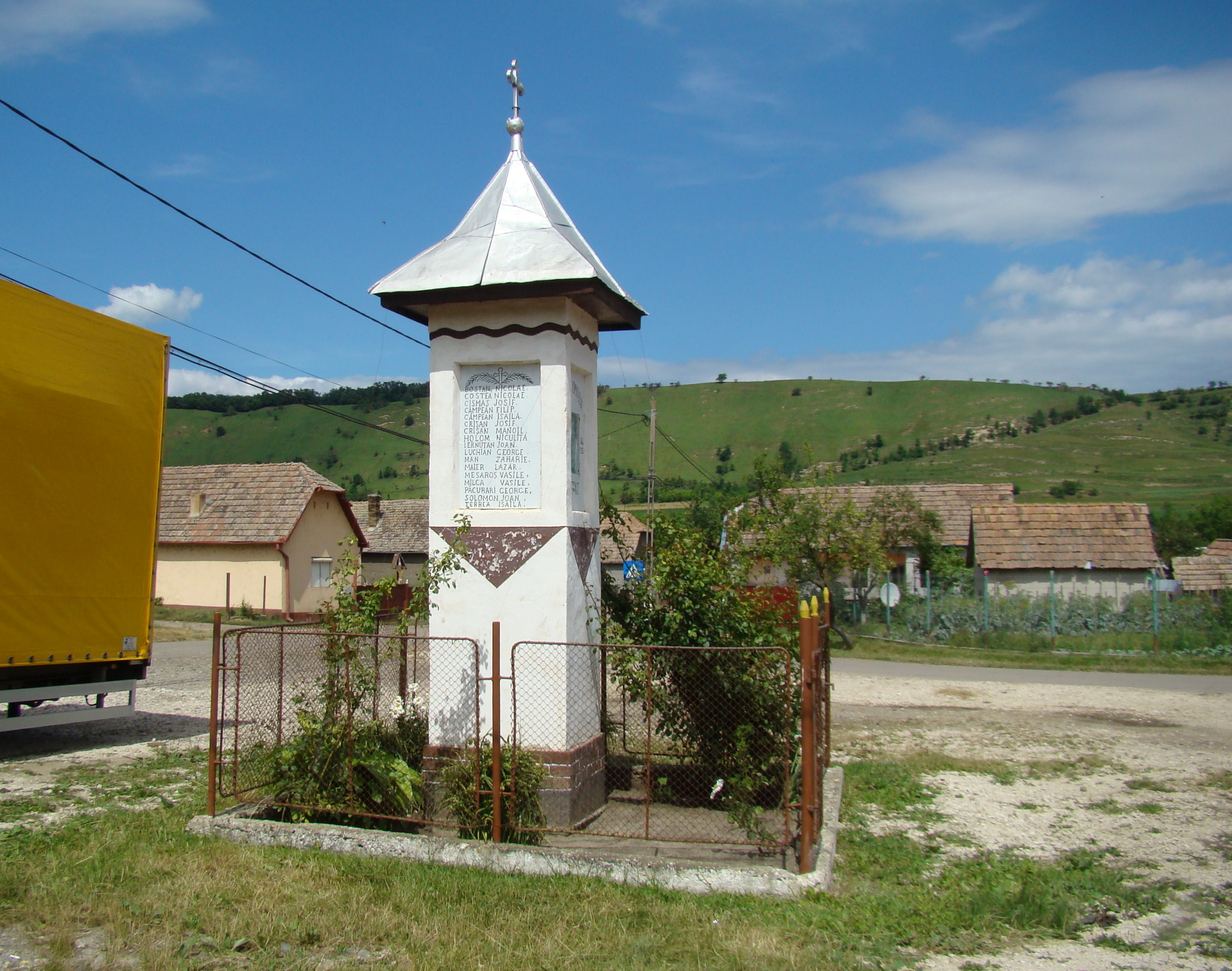
Monumentul eroilor
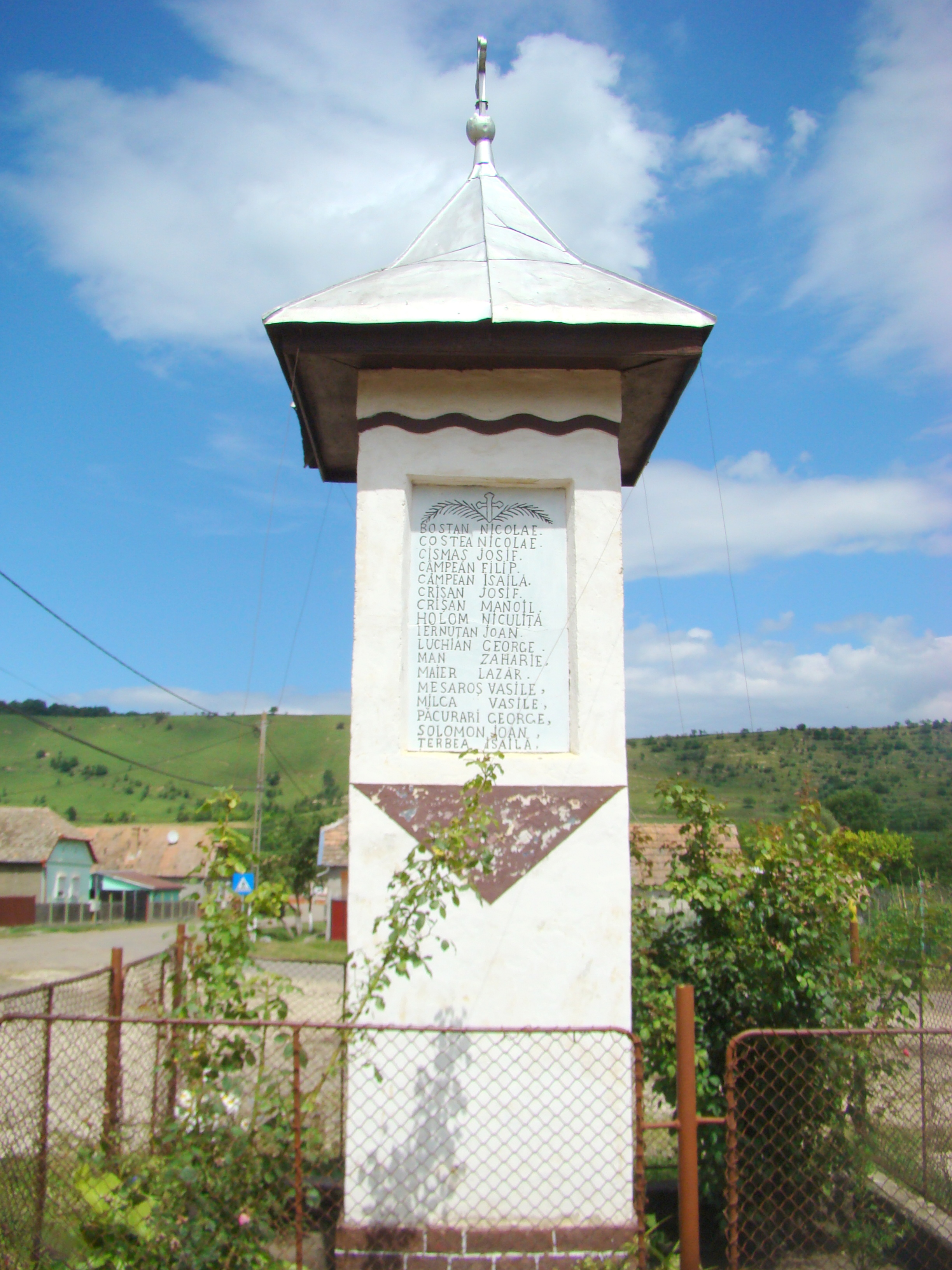
Monumentul eroilor
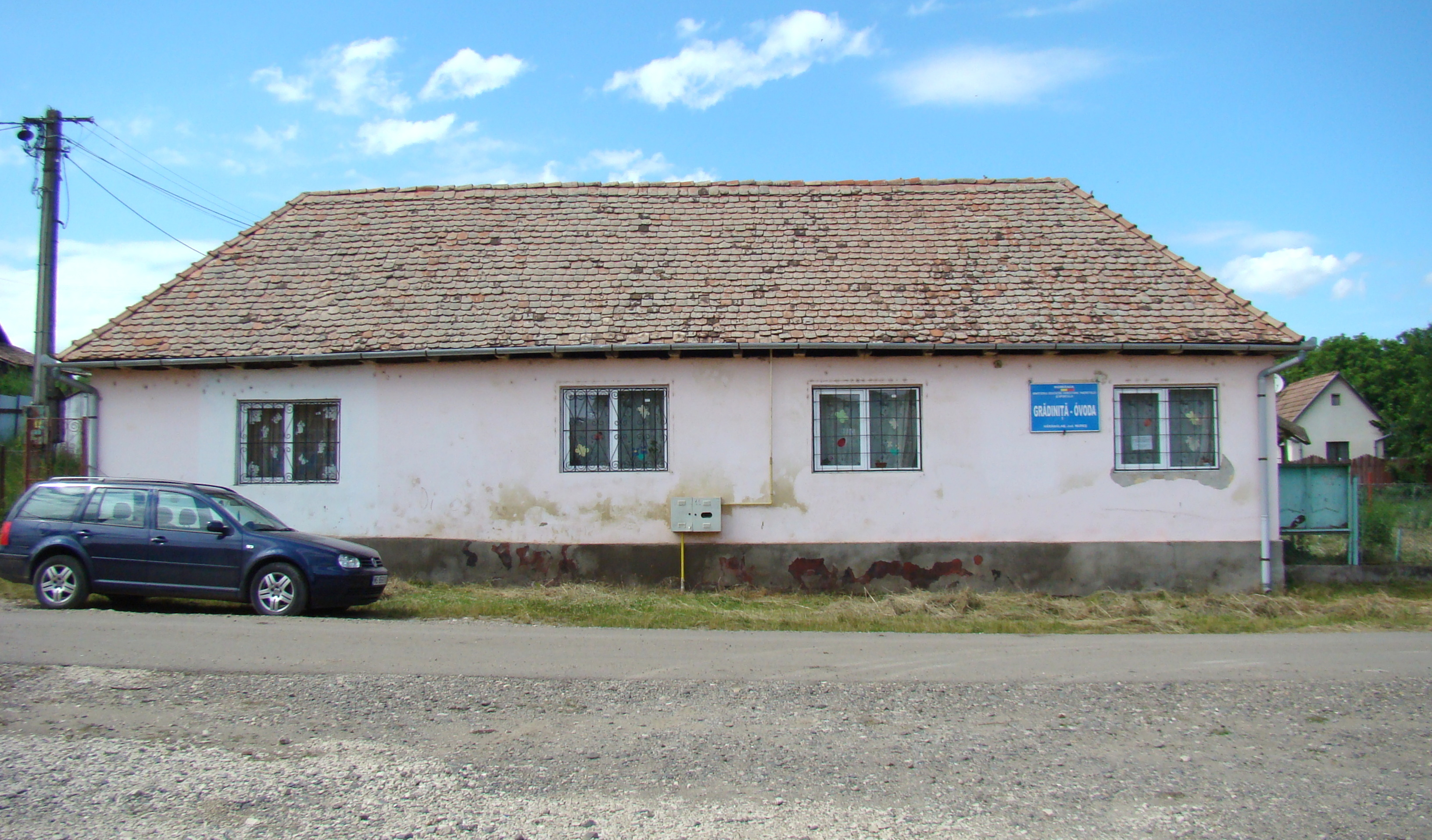
Grădinița
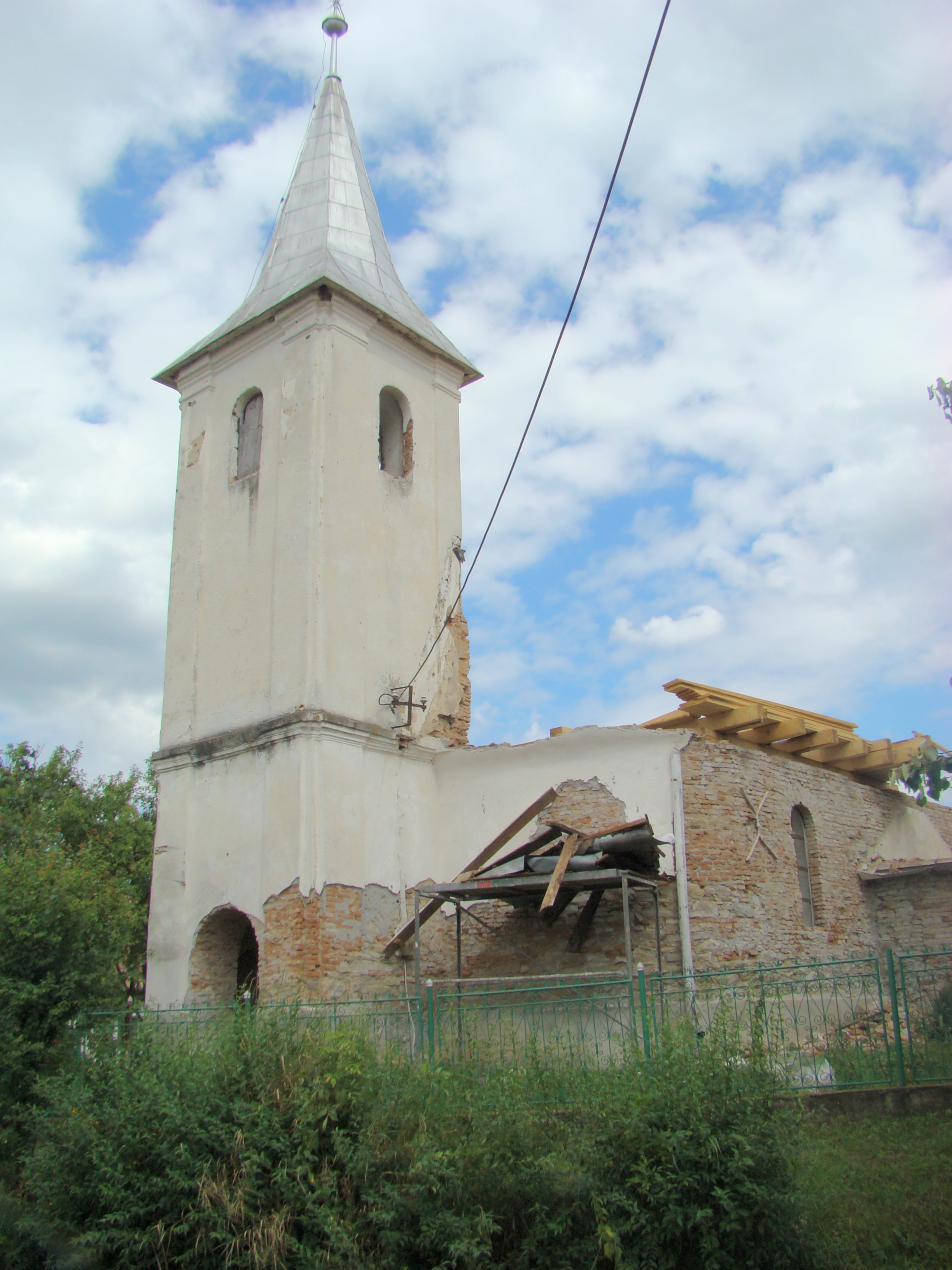
Biserica reformată
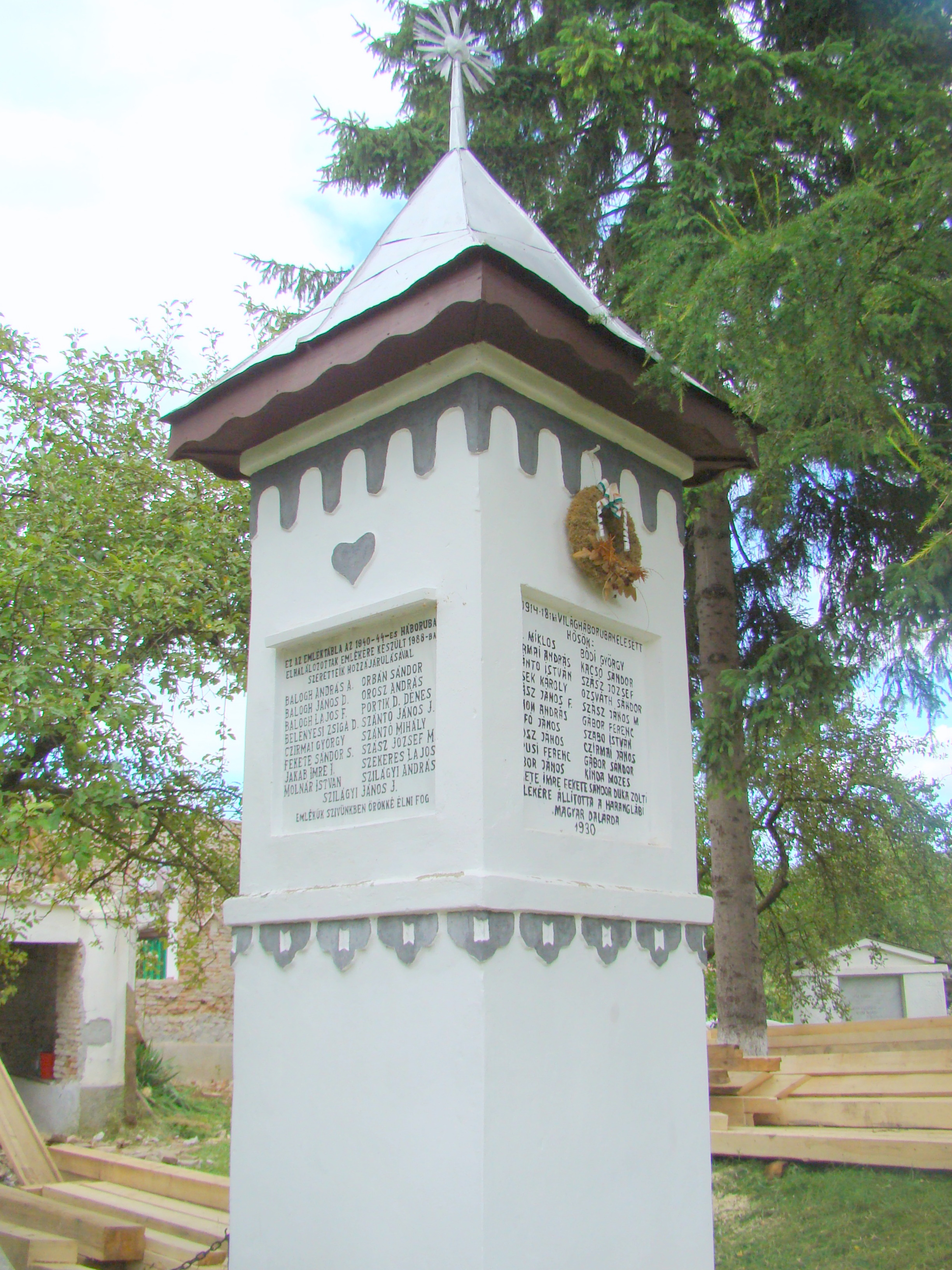
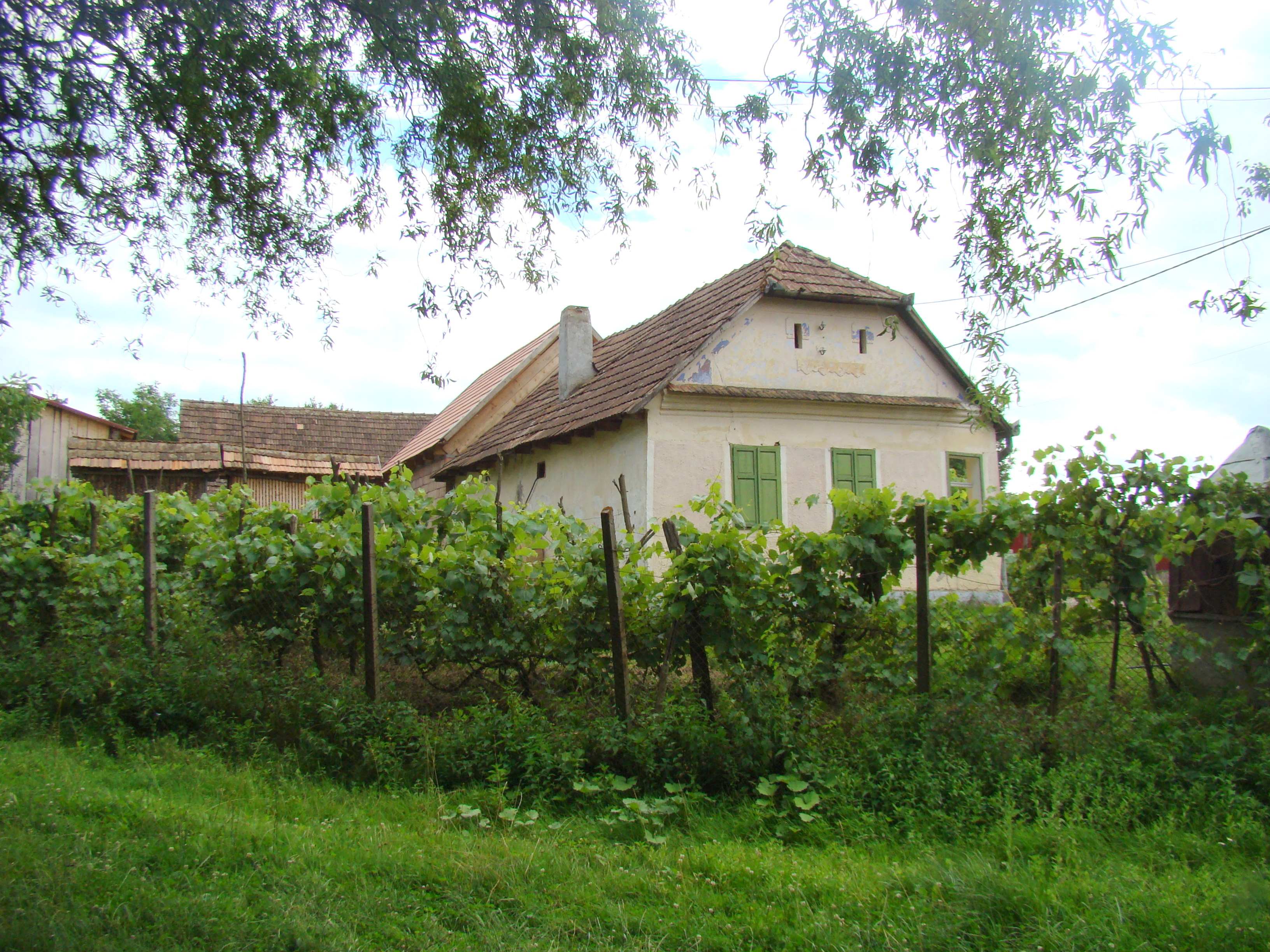
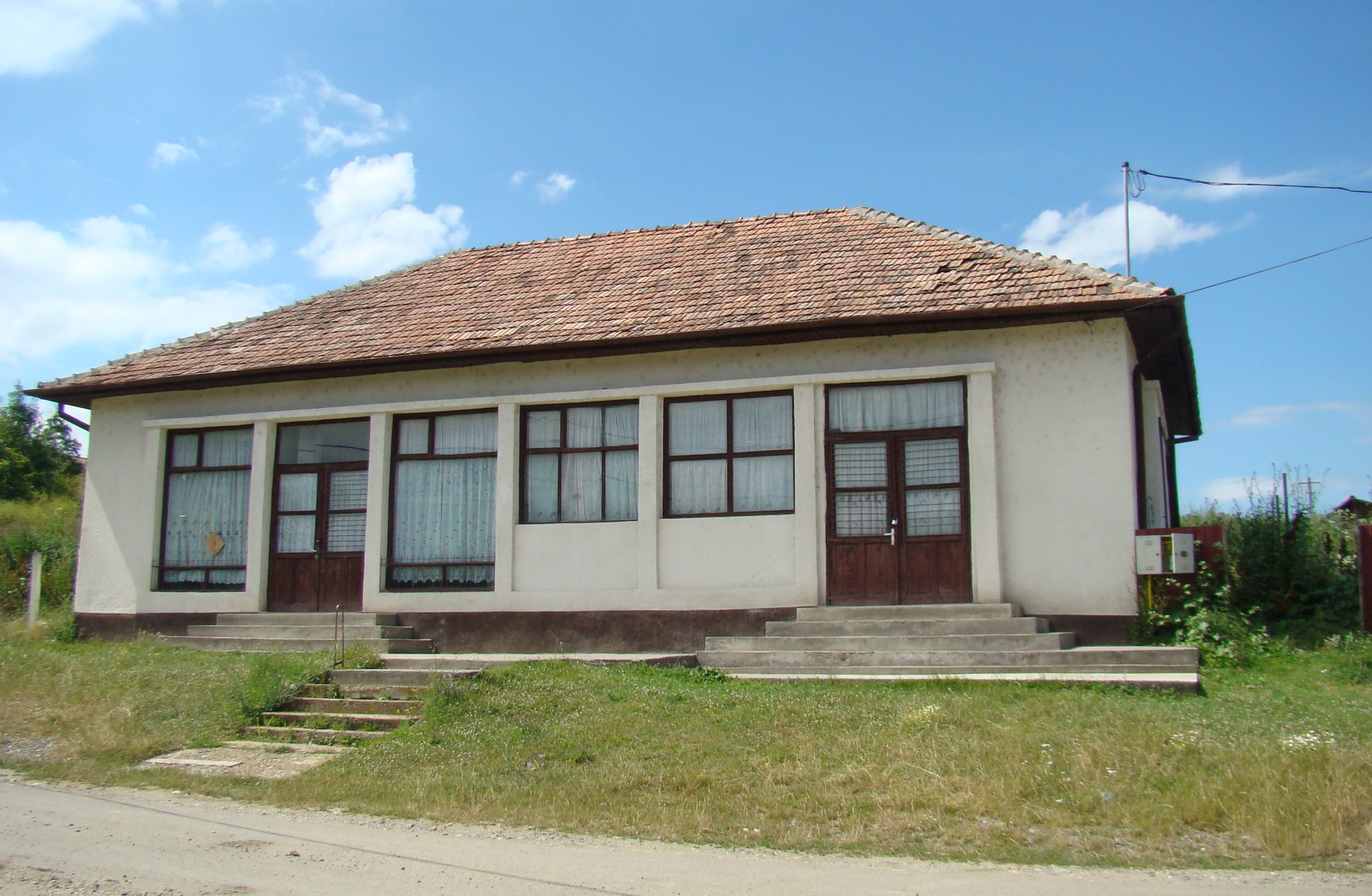
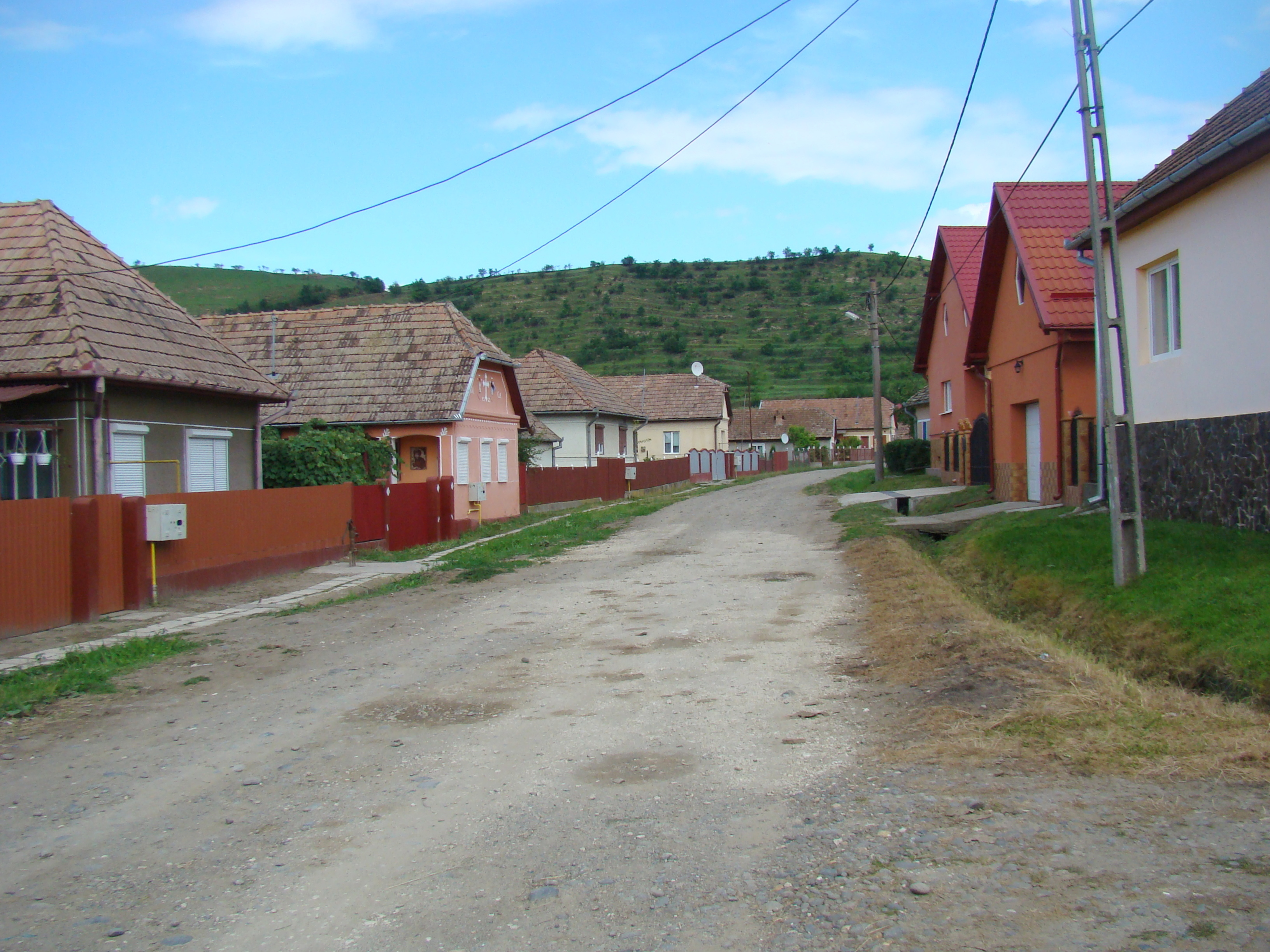
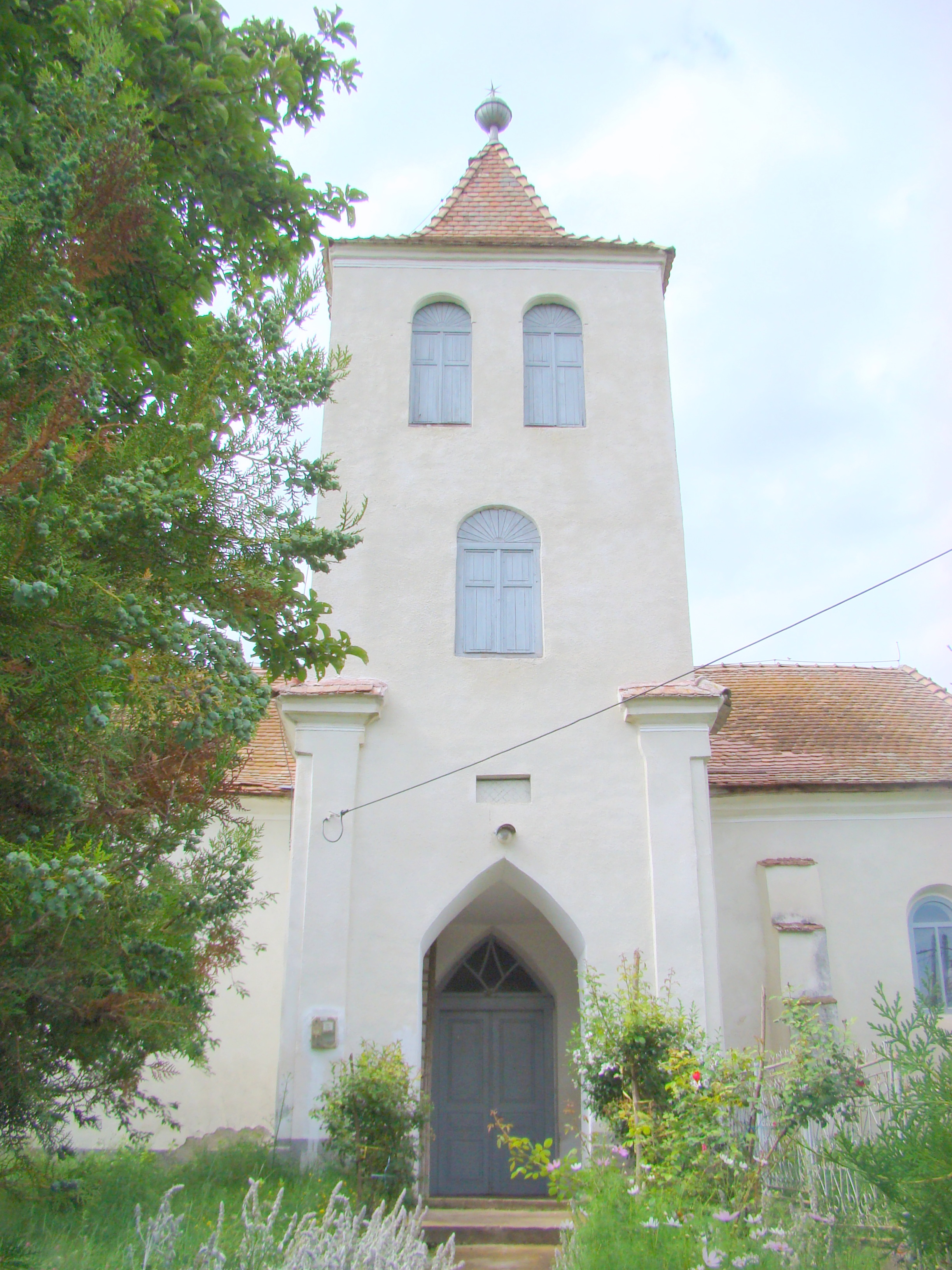
Biserica unitariană
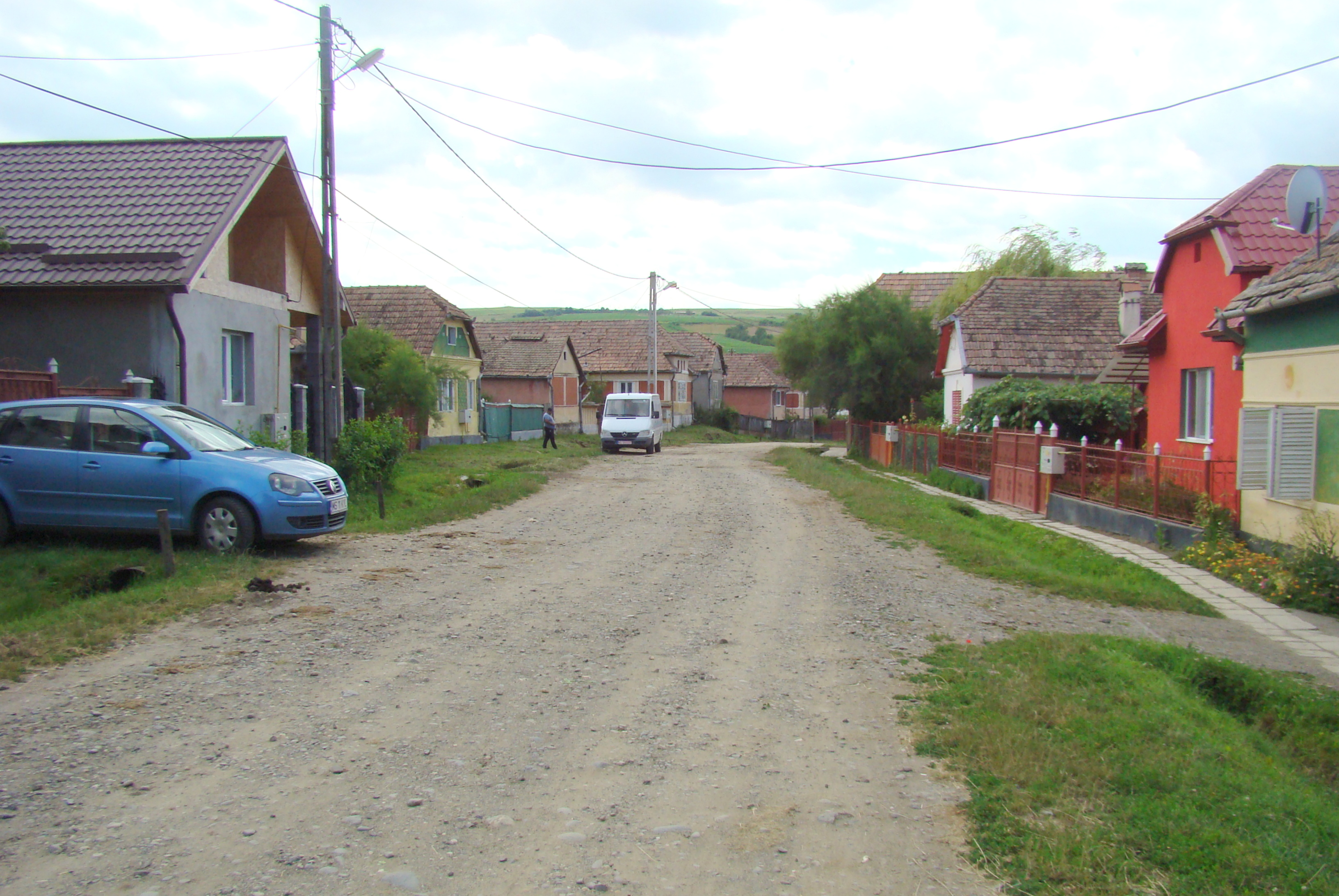
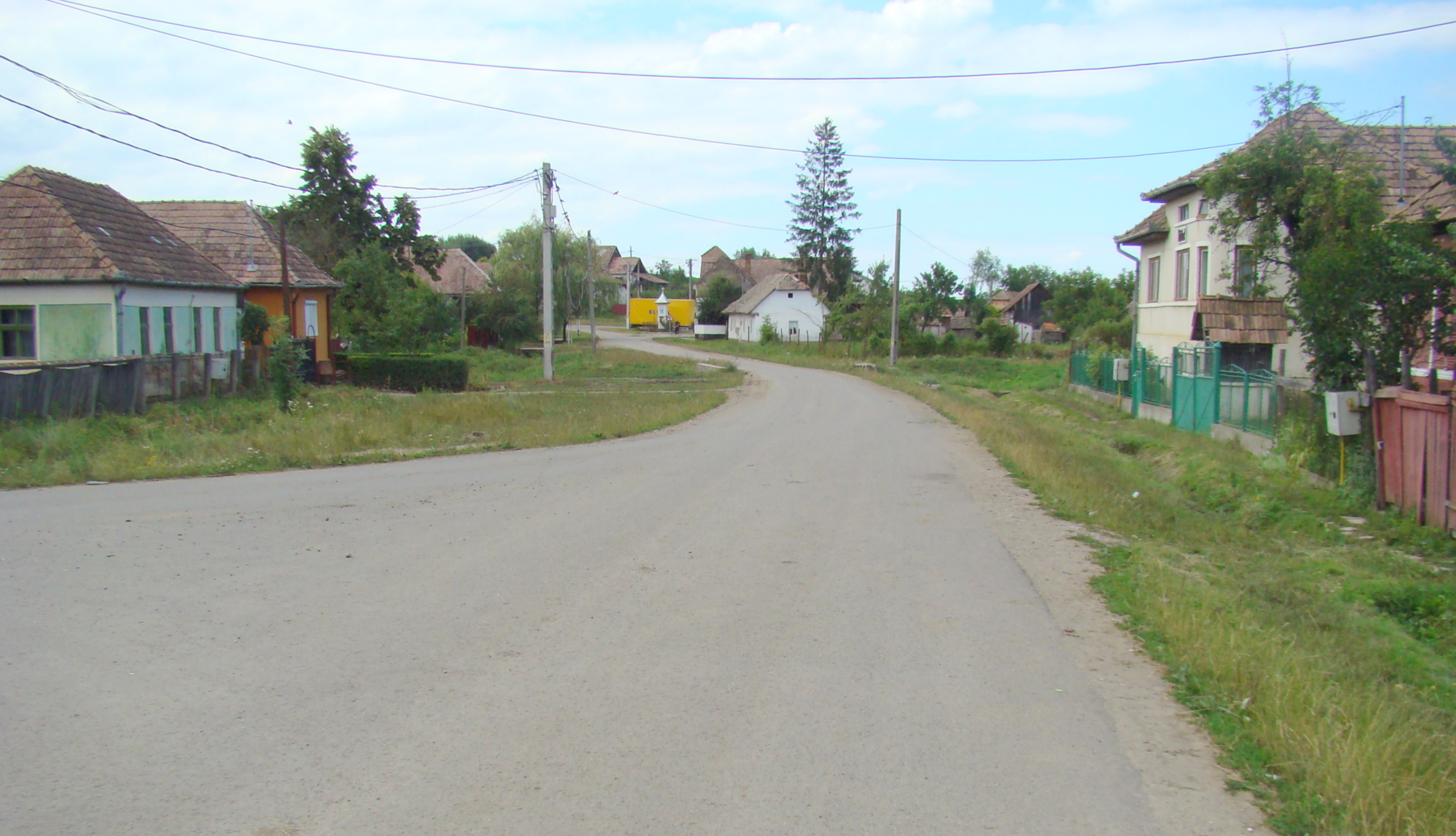
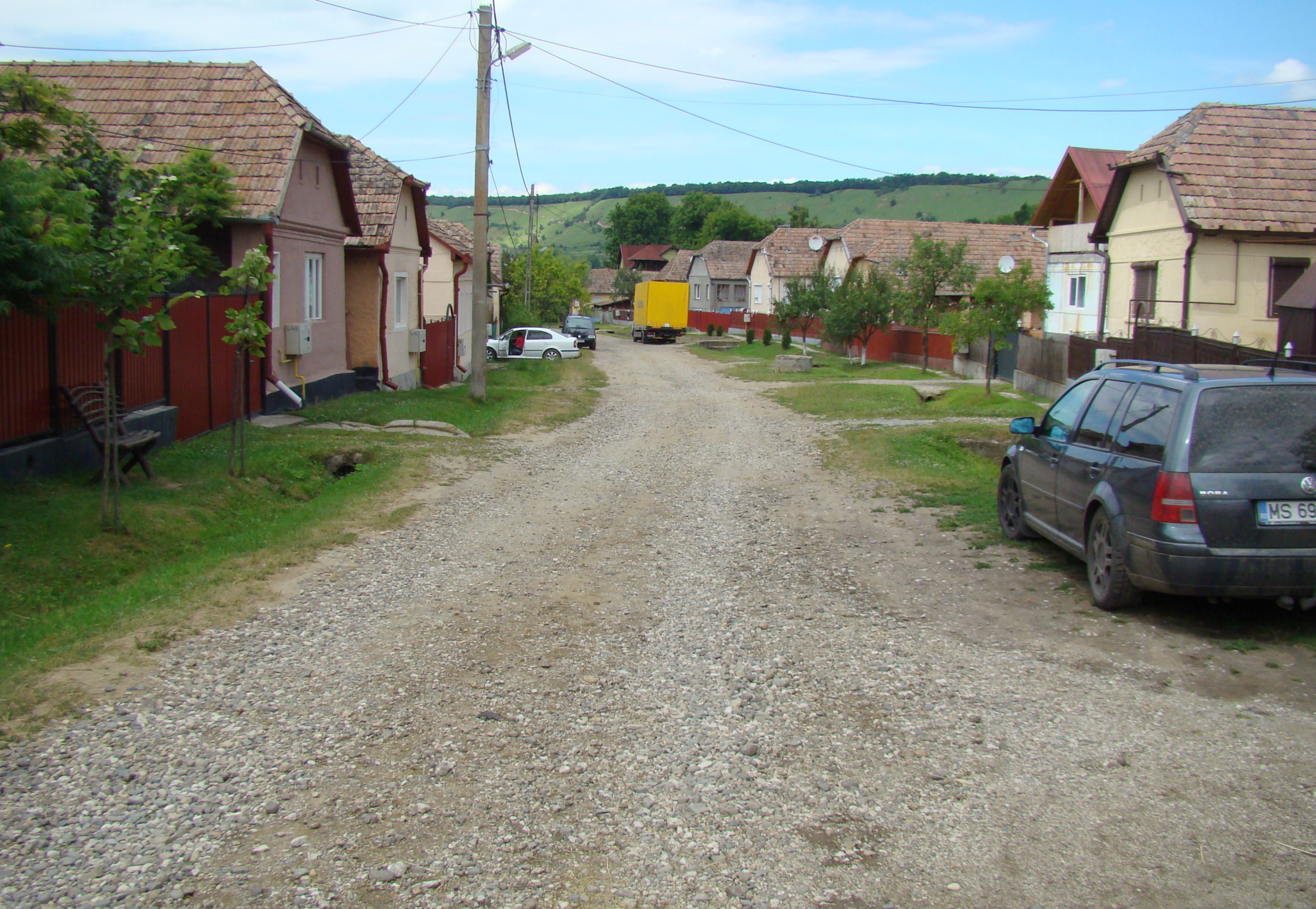